# Praal
Praal (italià Prali) és un municipi italià, situat a la ciutat metropolitana de Torí, a la regió del Piemont. L'any 2007 tenia 312 habitants. Està situat a la Vall Germanasca, una de les Valls Occitanes. Forma part de la Comunitat Muntanyenca Vall Chisone i Vall Germanasca. Limita amb els municipis d'Abriès (Alts Alps), Angrogna, Bobbio Pellice, Perier, Prajalats, Salza di Pinerolo, lo Sause de Cesana i Villar Pellice.

## Administració
| Període | Identitat            | Partit        |
| ------- | -------------------- | ------------- |
| 2004-   | Sandra Loredana Aglì | Llista cívica |